# 向日かおり
向日かおり（むかひ かおり）は、ゴスペルシンガー、コンテンポラリー・クリスチャン・ミュジック (CCM: Contemporary Christian music) の女性ソロ・ボーカリストであり、ソングライティングを手がけるアーティストである。
クラシック仕込みの幅広い音域と、透明で大河のような歌声を持つ。
岡山県真庭市（旧・真庭郡落合町）生まれ。代々のクリスチャンホームに育つ。5歳の時家族と共に大阪へ転居。幼少の時より音楽に親しみ、大学では声楽を専攻、大阪教育大学特別教科音楽課程声楽専攻（現・芸術専攻音楽コース）を卒業、同校専攻科を修了。オペラ、歌曲、オラトリオなどの研鑽を積む。
卒業後は大阪ハインリッヒ・シュッツ合唱団（現・大阪コレギウム・ムジクム合唱団）、同室内合唱団に所属。同団体と共に、ヨーロッパを含む数々の演奏会や、レコーディングに携わる。
スイスでの自殺未遂体験や、阪神・淡路大震災での被災（当時、兵庫県西宮市在住）、友人の死など、様々な経験を通してクリスチャン・アーティストとしての道へ歩み出し、ナッシュビル在住のプロデューサー、ジェフ・ネルソンとの出会いをきっかけに、クラシックからCCMに大きく転身する。
2001年9月11日、ファーストアルバム『PRESENCE－あなたのそばに－』をいのちのことば社より発売。ソロデビューを果たす。2004年10月、ジェフ・ネルソンとのコラボレーション・アルバム『In You』を同社より発売。2004年いのちのことば社主催、ゴスペル/CCM大賞の「アーティスト賞」金賞、「アルバム賞」銀賞を受賞。アルバム『PRESENCE』は、韓国のCCMシンガー、イム・ミジョンによってカバーされ、韓国においても発売される。2009年12月には、いのちのことば社より「永遠の手」という自伝を出版。摂食障害や自殺経験の苦闘と、その向こうに受け取った光や希望を描き出し、自殺大国と言われる日本に警鐘を鳴らした。
日本国内だけでなく、海外においても活動を展開。北米、アジア、西ヨーロッパ、東ヨーロッパなど、数々の国でコンサートツアーや活動を行う。